# Борзенко, Георгий Андреевич
Гео́ргий Андре́евич Борзе́нко (1922 — ?) — директор опытного завода «Электроприбор», лауреат Государственной премии СССР. Участник Великой Отечественной войны. Кандидат технических наук (1970). Руководил разработкой и созданием аппаратуры систем управления. Участвовал в разработке, освоении в производстве и испытаниях приборов и аппаратуры систем управления баллистических ракет стратегического назначения и космических аппаратов.

## Биография
На фронте с сентября 1943 года, начальник разведки дивизиона.
Окончил Харьковский политехнический институт (1954), был направлен на Харьковский завод «Коммунар». Затем несколько лет был в родном вузе ассистентом кафедры конструирования и технологии производства радиоаппаратуры. С созданием конструкторского бюро «Электроприборостроение» перешёл на работу в эту организацию (1959).
Работал в ОКБ-692 (конструкторское бюро «Электроприборостроение») со дня основания.
Начальник лаборатории, в 1961—1966 годах — заместитель главного инженера предприятия, заместитель главного конструктора по надёжности и качеству, в 1966—1987 годах — первый заместитель Генерального директора НПО «Электроприбор», первый заместитель главного конструктора, директор завода «Электроприбор».
С 1987 года — на пенсии, работал в НПО «Хартрон» начальником сектора, научным сотрудником и ведущим специалистом.

## Награды
Награждён орденами Отечественной войны II степени (1944), Красной Звезды (1945), орденами Ленина и Трудового Красного Знамени.
Лауреат Государственной премии СССР и Государственной премии Украинской ССР. Заслуженный машиностроитель Украины.

## Семья
Сын: Александр (род. 5 июня 1952) — специалист в области программного обеспечения, доктор технических наук (1990).